# 阿特巴薩爾區
51°48′39″N 68°21′26″E / 51.81083°N 68.35722°E

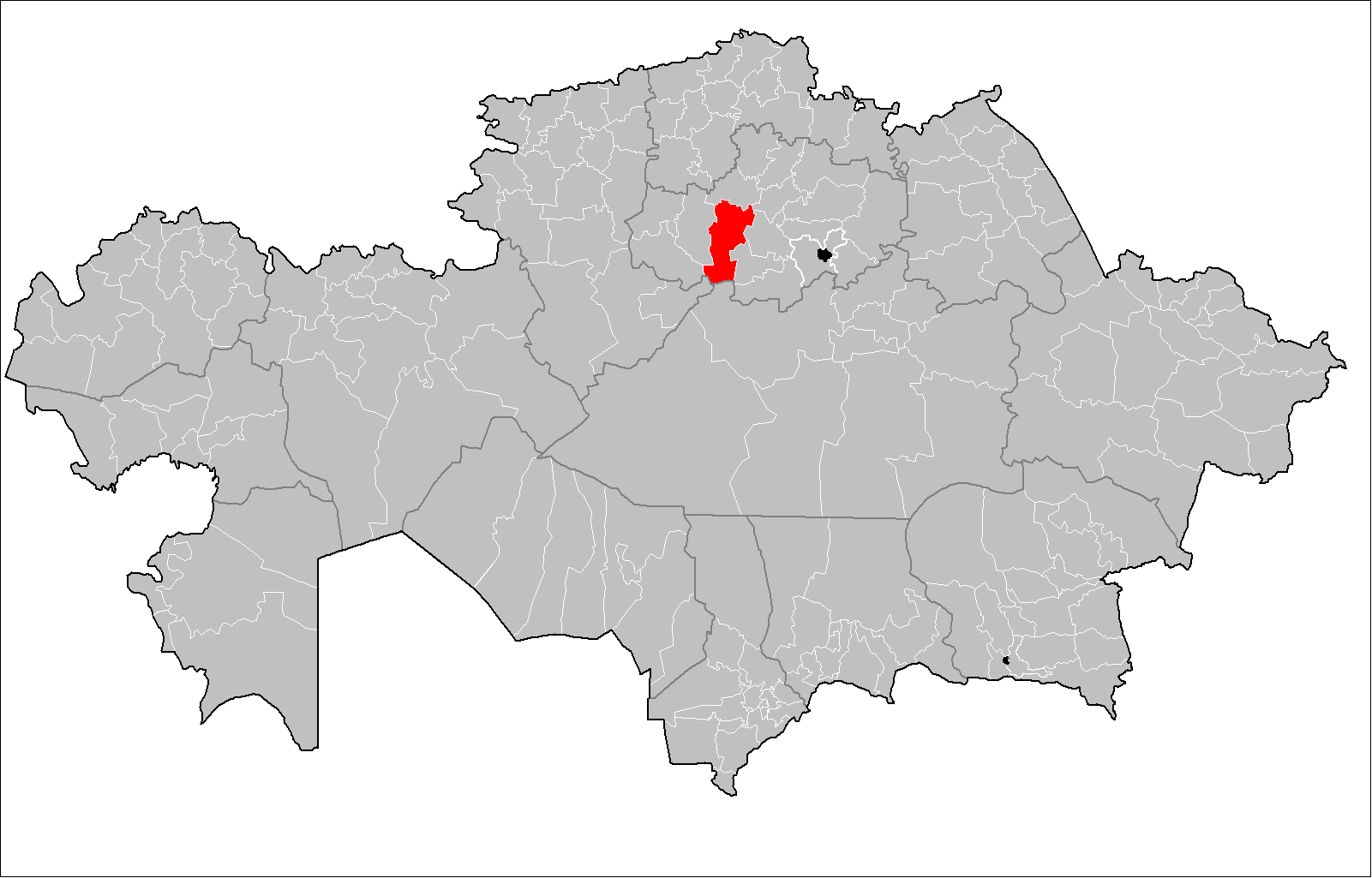

阿特巴薩爾區是哈薩克斯坦的行政區，位於該國北部，由阿克莫拉州負責管轄，首府設於阿特巴薩爾，始建於1928年，面積7,400平方公里，2013年人口50,046。